# Guido Weiss (Mathematiker)

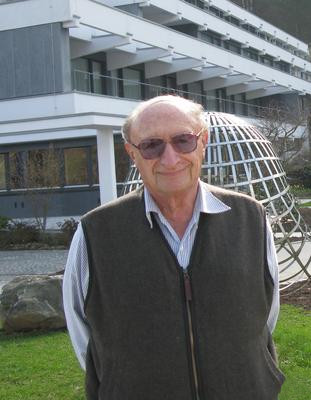
Guido Weiss, 2011

Guido Leopold Weiss (* 29. Dezember 1928 in Triest; † 25. Dezember 2021) war ein US-amerikanischer Mathematiker, der sich mit harmonischer Analyse und Analysis beschäftigte.

## Leben
Weiss studierte an der University of Chicago, wo er 1951 seinen Master-Abschluss machte und 1956 bei Antoni Zygmund promovierte (On certain classes of function spaces and on the interpolation of sublinear operators). Ab 1955 war er Instructor, 1956 Assistant Professor und ab 1959 Associate Professor an der DePaul University. 1960 war er als Gastprofessor in Buenos Aires und im selben Jahr als Post-Doc am Institut Henri Poincaré in Paris. 1961 wurde er Associate Professor und 1963 Professor an der Washington University in St. Louis, wo er 1967 bis 1970 Vorsitzender der mathematischen Fakultät war. Er war unter anderem Gastprofessor an der Universität Genf (1964/65), der Universität Paris-Süd (1970/71), der Scuola Normale Superiore in Pisa (1980), in Madrid und Peking. 1987/88 war er am MSRI als Organisator eines Programms über klassische Analysis.
1967 erhielt er den Chauvenet-Preis (für seinen Buch-Beitrag Harmonic Analysis). 1994 wurde er Ehrendoktor in Mailand und Barcelona.
Er war mit der Mathematikerin Mary Catherine Bishop Weiss verheiratet.

## Schriften
- Harmonic Analysis. In: Studies in Real and Complex Analysis. MAA Studies in Mathematics, Band 3, Mathematical Association of America, Washington, DC, 1965, S. 124–178.
- mit Elias Stein: Introduction to Fourier Analysis on euclidean spaces. Princeton University Press 1971.
- mit Ronald Coifman: Analyse harmonique non-commutative sur certains espaces homogènes. É́tude de certaines intégrales singulières. Springer-Verlag 1971.
- mit Ronald Coifman: Transference methods in analysis. AMS 1977.
- mit Eugenio Hernandez: A first course on Wavelets. Boca Raton, CRC Press 1996.
- mit Michael Frazier, Björn Jawerth: Littlewood-Paley theory and the study of function spaces. AMS 1991.
- mit William Boothby (Herausgeber): Symmetric spaces. Dekker 1972.